# Татарбунарське повстання
Татарбунарське повстання (рум. Răscoala de la Tatarbunar) — інспіроване більшовиками селянське повстання у Буджаку проти румунської влади, яке тривало з 15 по 18 вересня 1924 року. Його очолив прорадянський революційний комітет, який закликав до створення «Молдавської радянської республіки» та припинення «румунської окупації».
Повстання було підбурене та очолене комуністами з-за Дністра, які були проти створення Великої Румунії і розглядали молдован як окремий народ (пізніше того ж року була створена Молдавська Автономна Радянська Соціалістична Республіка всередині Української РСР). Татарбунарське повстання, а також повстання у Хотині і Бендерах відбулися в тих регіонах, в яких відбулися дуже важливі демографічні зміни, в результаті політики царської Росії по заселенню в Бессарабії великої кількості українців, росіян та інших національностей. Американський професор та фахівець у молдовських питаннях Чарльз Кінг вважає повстання разом із іншими подібними повстаннями в Бессарабії, керованому Румунією, сучасними жакеріями.

## Передумови
13 квітня 1918 року Центральна Рада УНР ухвалила резолюцію про невизнання румунської анексії Бессарабії. Раді Міністрів УНР наказали вжити всіх засобів, щоби провести в краї повноцінний референдум. Слідом за нотою румунам телеграфом представили першого в історії українсько-румунських відносин посла — Миколу Галагана.
Політика гетьманського уряду кардинально відрізнялася від республіканського. До Яссів не відправляли посла. Павло Скоропадський з урядом не визнавали об'єднання Молдови та Румунії, а 11 травня 1918-го Міністерство торгу та промисловості Української Держави ввело повну заборону на переміщення будь-яких товарів через Дністер. 5 червня офіційний Київ відправив ноту, в якій однозначно вказувалося, що «Бессарабія — це Україна». Ясси відповіли широкою дискусією та побажаннями владнати ситуацію.
РФСРР також розглядала Бессарабію як анексовану провінцію й вважала рішення Унії Бессарабії та Румунії накладене окупаційною румунською армією. Більше того, історики обох країн посилено обговорювали договір із Радянським Румчородом у 1918 році, де була вимога виведення румунської армії з Бессарабії. Проте обидві країни його не дотримувались. Легітимність Сфатул Церію також була поставлена під сумнів, хоча єдиним оскаржуваним рішенням є акт об'єднання.
У грудні 1923 року Шоста конференція Балканської комуністичної федерації прийняла резолюцію, в якій засуджувала «експансіоністський характер Румунії». Румунську державу звинуватили в тому, що 1918 року, скориставшись слабкістю Радянської Росії, вона приєднала значну частину інших країн, які досягли вищого політичного, економічного та культурного рівня. В резолюції також йшлося про «національності в Бессарабії, Буковині, Добруджі та Трансільванії, які розпочали боротьбу за самовизначення». У документах, прийнятих на конференції, зазначається, що внутрішня політика «буржуазних» держав на Балканах після Першої світової війни зазнала невдачі й для вирішення проблеми пропонується право на самовизначення.

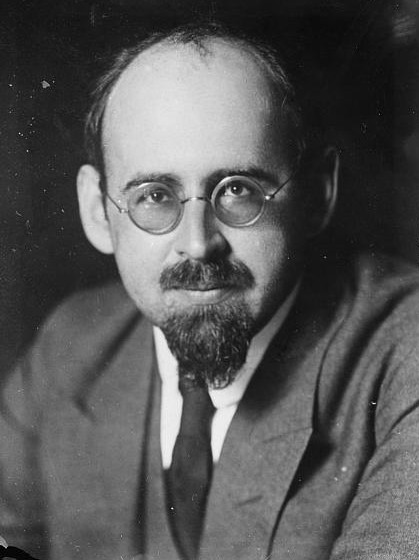
Микола Крестинський, представник СРСР на конференції у Відні, 1924 р.

З 27 березня по 2 квітня 1924 року у Відні відбулася конференції Румунії та СРСР з Бессарабського питання та врегулювання радянсько-румунських відносин. Румунське королівство не визнало новоствореного СРСР, країни не мали дипломатичних відносин. Румунську делегацію очолив Константин Ланга-Решкану, зі сторони Союзу — Микола Крестинський. План проведення плебісциту у Бессарабії представив радянський дипломат Максим Литвинов. Уряд Румунії відхилив ідею, спираючись на приклад проведеного низькорівневого референдуму в Грузії. 2 квітня 1924 року Румунська делегація відхилила радянську пропозицію й припинила подальші переговори із Радянським Союзом.
У відповідь на це 6 квітня 1924 року в Москві заступник Максима Литвинова зробив кореспонденту газети «Правда» наступну заяву: «Надалі до плебісциту ми будемо вважати Бессарабію невід'ємною частиною України та Радянського Союзу». 28 липня 1924 року указом короля Румунії заборонена Комуністична партія Румунії. Проте ідея об'єднання з Радянським Союзом продовжувала своє існування. Григорій Котовський пропонував Михайлові Фрунзе вирішити проблему одним кавалерійським наскоком. Дещо іншим чином, зсередини, діяв Південно-Бессарабський ревком, розбурхуючи та організовуючи місцевих жителів. Саме ця організація комплектувала бойові загони, зосереджувала в регіоні зброю, налагоджувала зв'язок і готувала явки.

## Перебіг подій
Перший інцидент стався опівдні 11 вересня, коли збройне угруповання у складі 30 осіб, перевезених човнами, напало на село Миколаївку поряд з радянсько-румунським кордоном на березі Чорного моря. Атака була розпочата за пропозицією Кольцова, керував Іван Бежанович. Повстанці перерізали телефонні та телеграфні лінії, вбили мера та двох жандармів (останній був підірваний гранатою), підпалили кілька будівель, у тому числі ратушу, та розповсюдили маніфести, в яких закликали населення до повстання. У Миколаєвці тривав ярмарок, під час якого сталися пограбування селян, здобич вивозили возами. Швидке втручання румунської жандармерії завадило подальшим заворушенням.
15 вересня в Татарбунарах селяни проголосили власну владу, яку утримували три дні. Повстання придушене румунськими військами: розстріляно 500 селян, більшість з яких не були причетними до повстання.

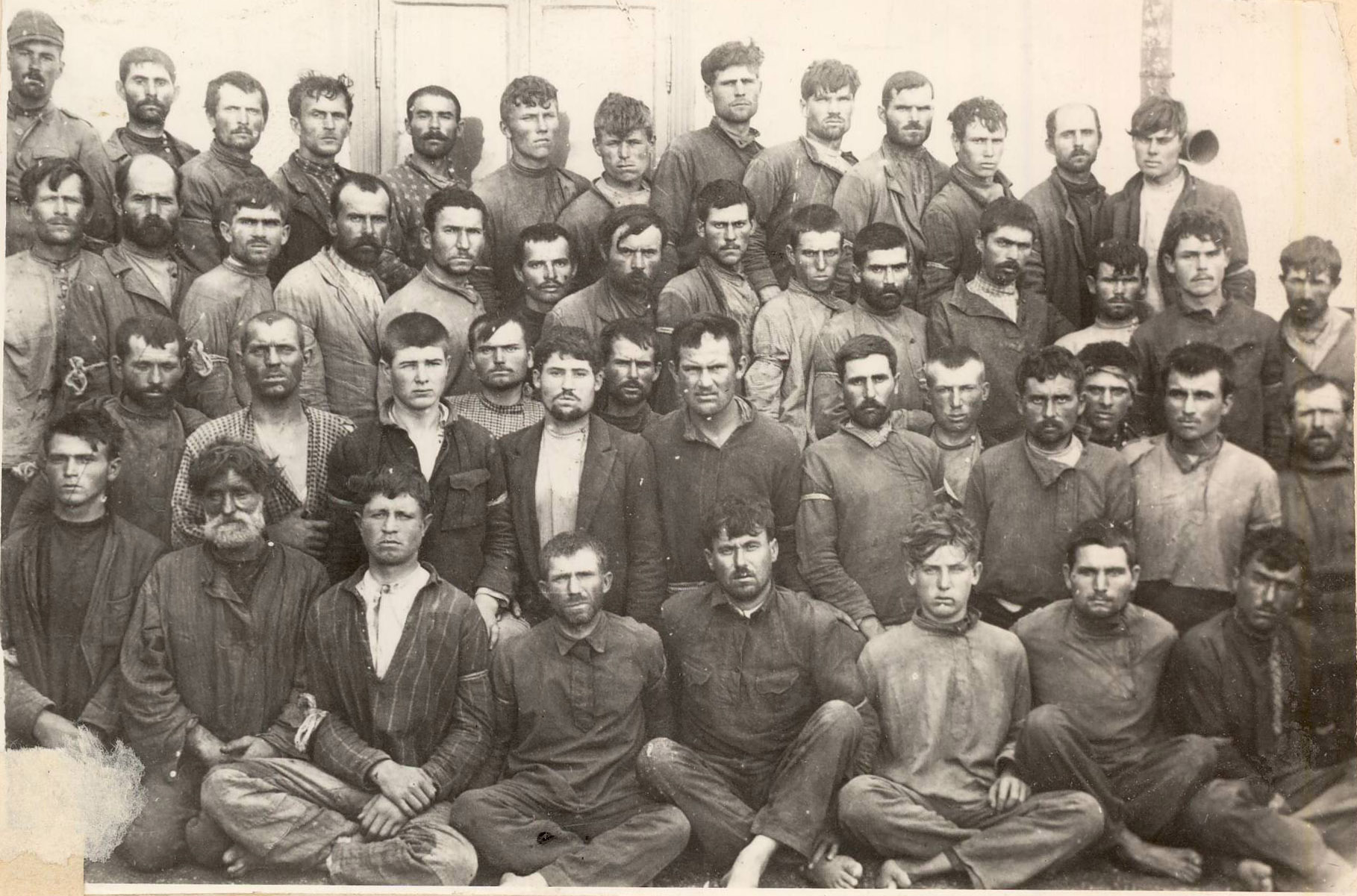
Група татарбунарських повстанців. Вересень 1924 р.

Однією із причин повстання було незадоволення селян аграрною політикою, яку проводив румунський уряд, зокрема Аграрною реформою 1921 року. Також сприяла повстанню диверсійна діяльність Комінтерну, який інспірував селянський повстанський рух (протягом 1918—1924 років відбулося понад 150 повстань).
У повстанні брало участь близько 6 тисяч осіб, очолив повстання ревком на чолі з Андрієм Клюшниковим. Слабоозброєні повстанці не могли протистояти румунській армії. Повстання не підтримали молдавські селяни та німецькі колоністи.

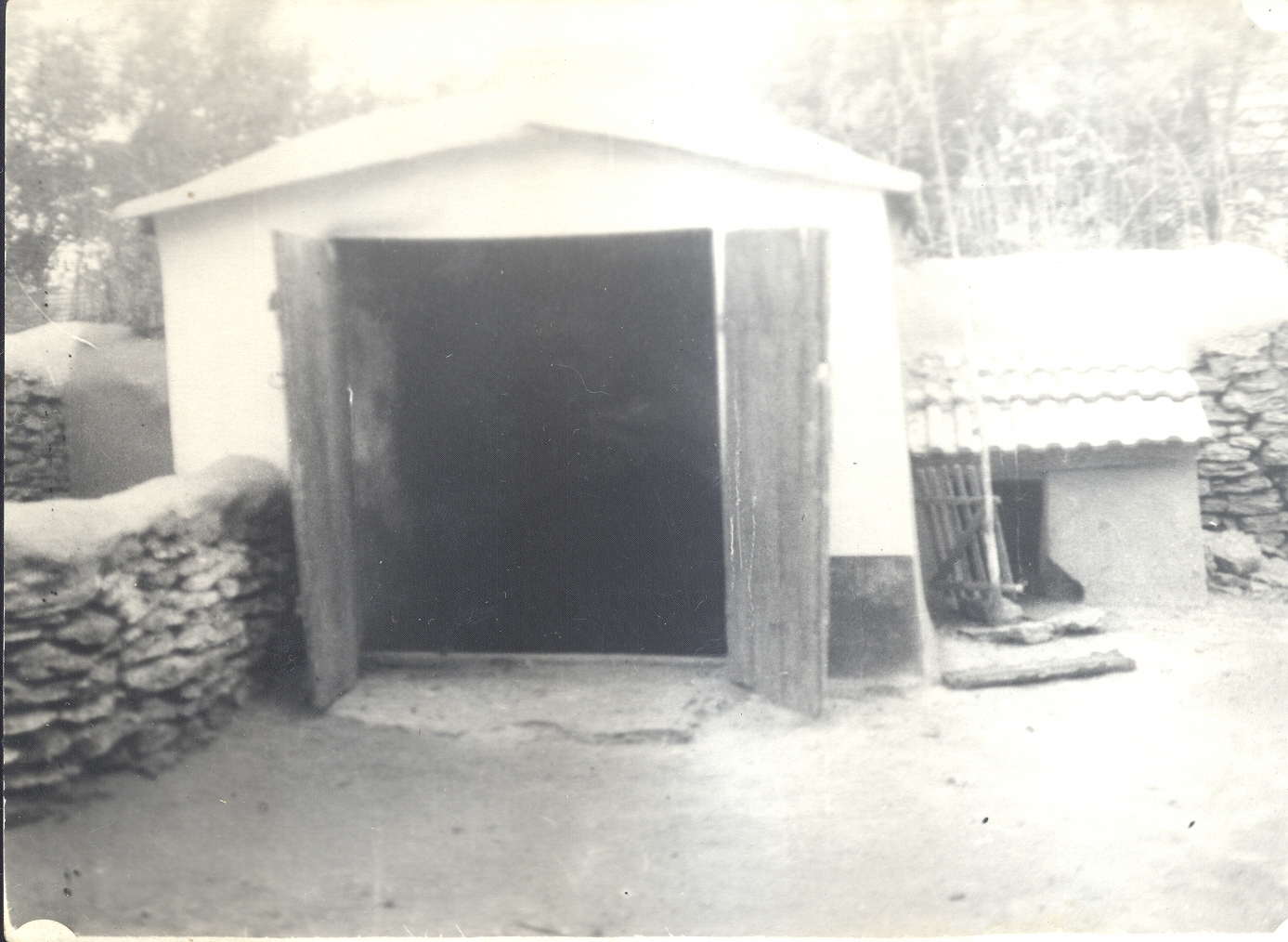
Підвал, у якому 5 діб без їжі і води тримали заарештованих повстанців. 32 задихнулись, чотирьох вбили жандарми.

На боці повсталих виступила Комуністична партія Румунії. ЦК компартії Румунії в спеціальному маніфесті закликав надати допомогу повстанцям. У ноті протесту уряд СРСР, який сам практикував криваві розправи над українськими повстанцями, зажадав покласти кінець сутичкам. Розправившись з повсталими і заарештувавши багатьох його учасників, румунська влада у 1925 році інсценували «процес 500», який повинен був довести, що Татарбунарське повстання — «справа рук Москви». 85 осіб було засуджено на різні терміни ув'язнення. Порівняно ліберальні вироки були зумовлені широкою кампанією протестів у Румунському королівстві та за його межами. На захист заарештованих татарбунарців виступили: Анрі Барбюс, Ромен Роллан, Ептон Сінклер, Теодор Драйзер, Альберт Ейнштейн, Бернард Шоу, Луї Арагон, Міхай Садовяну, Константин Пархон, Томас Манн і багато інших.
У листопаді 1925 року в Кишинів прибула делегація прокомуністичної громадськості країн Західної Європи на чолі з письменником Анрі Барбюсом. Делегація добилася присутності на процесі. Пізніше Барбюс напише у своїй книзі «Кати»: «Може бути, якщо б я вже не був революціонером, я став би ним, повернувшись із цього трагічного хаосу південної Європи». Не знайшовши доказів їх зв'язки з Москвою і під тиском громадської думки суд виправдав більшість арештованих. Засуджено було лише близько 85 чоловік, які були засуджені до термінів від 5 років до довічного ув'язнення.

## Наслідки

### Різні погляди
Влада Румунського королівства розцінила цей інцидент як звичайну терористичну акцію за підтримки Радянського Союзу, який намагався дестабілізувати ситуацію всередині країни та готував вторгнення Червоної армії. Повстання також засудили некомуністичні соціалістичні групи країни; Іліє Московічі з Соціалістичної Федерації писав у 1925:
Цю думку поділяє американський вчений Чарльз Апсон Кларк, за словами якого:
[…] Татаро-Бунарське повстання було просто найяскравішим прикладом комуністичного набігу, спланованого ззовні […], а не місцевою революцією проти нестерпних умов через румунський гніт, як це представляла повсюдна соціалістична преса
.
Українські та російські автори вважають, що основні фактори, що сприяли повстанню, були соціально-економічного характеру — економічна криза в Румунії, аграрна політика в 1921, посуха і голод 1923/1924 і жорстока адміністрація. Молдовський історик Людмила Ротарі стверджує, що українське та російське населення, головні учасники, перебувало на вищому соціально-економічному рівні порівняно з румунським населенням, яке було на найнижчому рівні, а також з німецьким і болгарським населенням, які складали найбагатші верстви населення Крім того, під час повстання гасла повстанців мали не соціальний, а політичний характер, як-от: Хай живе Радянська влада!, Хай живе Радянська Бессарабія!, Ми просимо об'єднання з Радянською Україною!. Від часу об'єднання Бессарабія перебувала на воєнному стані через численні радянські диверсійні дії, цензуру та всі інші форми втручання в нормальне життя та через надмірну старанність або некомпетентність румунських урядовців, як військових, так і цивільних. Корупція також відігравала важливу роль, іноді навіть заважаючи національній безпеці.

## Вшанування
Події Татарбунарського повстання покладені в основу сюжету у фільмі режисера Миколи Гібу «Гнів» («Бесарабська трагедія»). Подвиг увічнили у своїх картинах з однойменною назвою «Татарбунарське повстання» молдовські живописці Михайло Греку та Сергій Осіченко. У 1974 році молдовський поет Богдан Істру видав збірку поем «Татарбунари», в основу якої лягли вірші про події Татарбунарського повстання. Від 1950 року у Львові була вулиця Татарбунарська, яку у 2024 році перейменовано на вулицю Петра Франка.

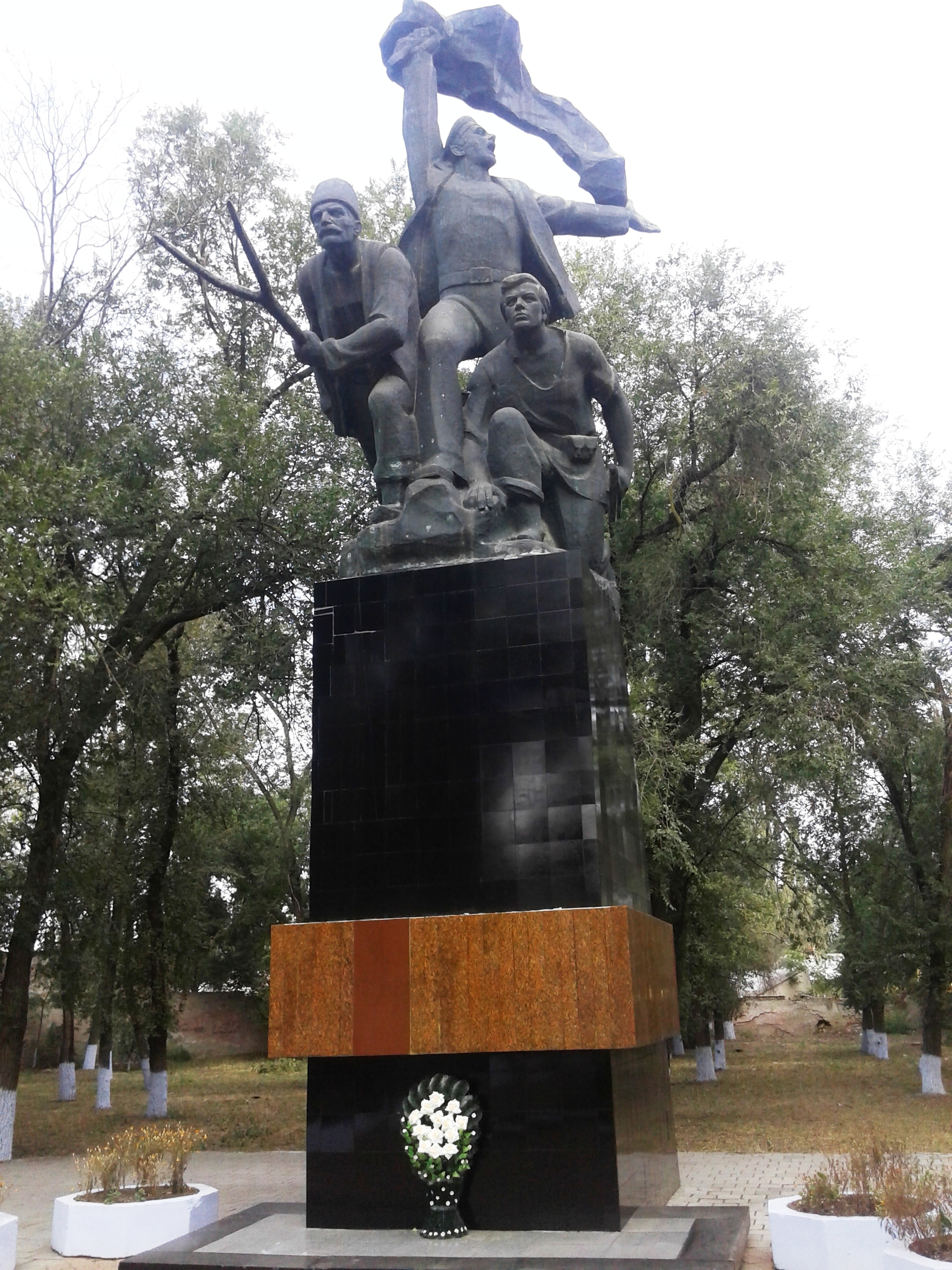
Монумент повстанцям у Татарбунарах.
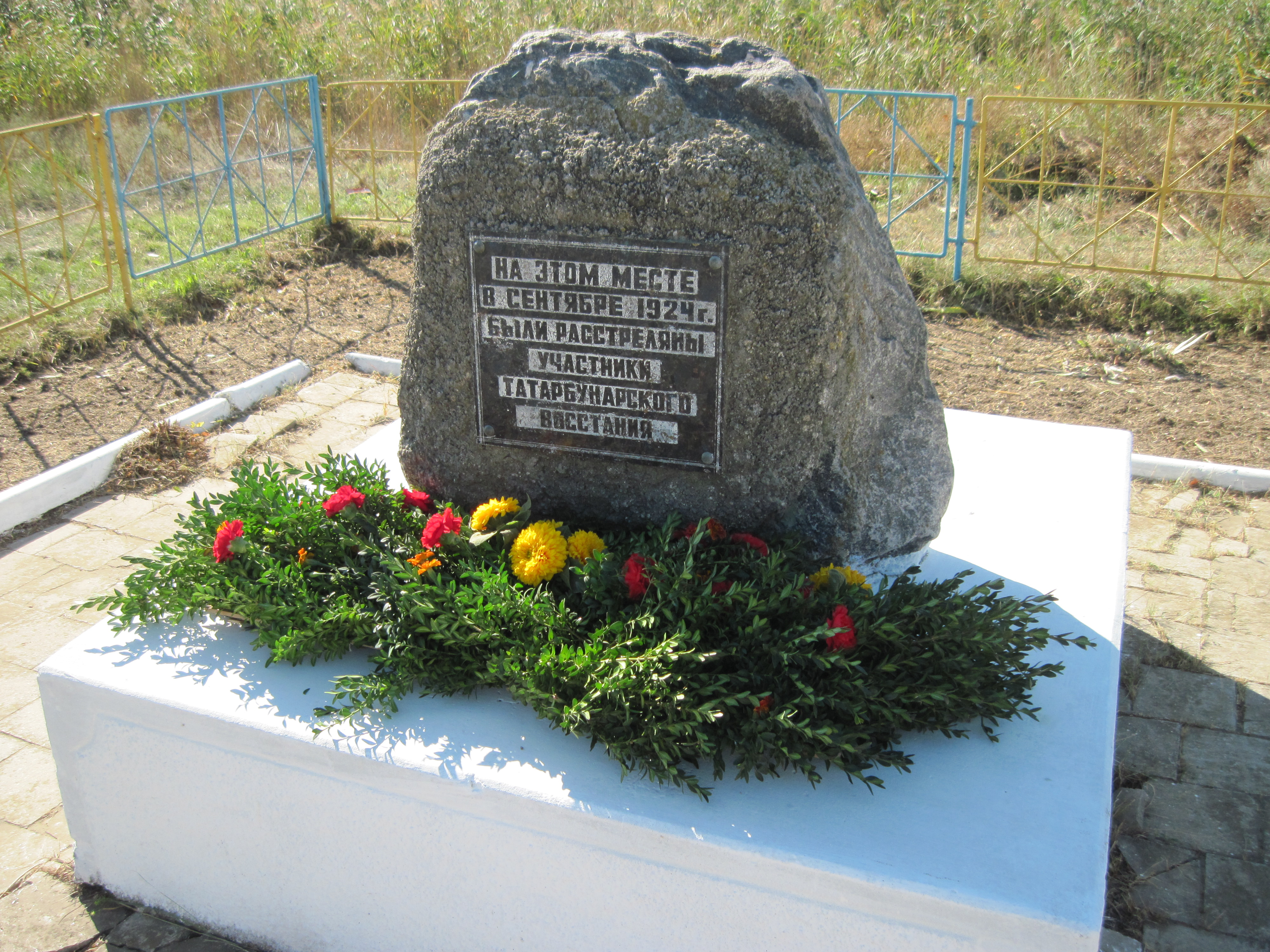
Місце розстрілу повстанців на околиці Татарбунар.
Братська могила повстанців (Шевченкове).
Меморіал учасникам повстання (Вилкове).
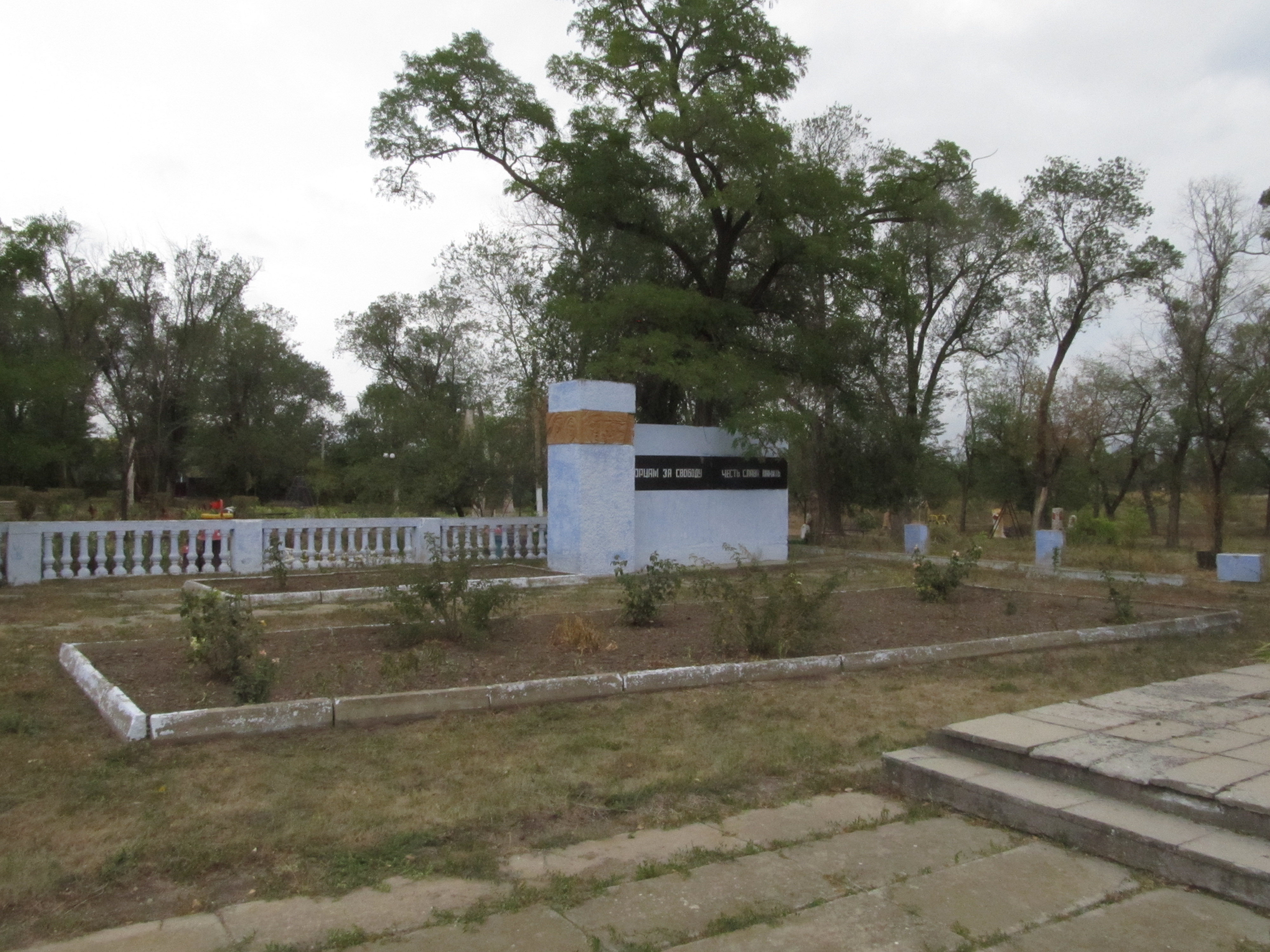
Братська могила повстанців (Струмок).